# Huszty Zakariás Teofil
Raszinyai Huszty Zakariás Teofil (Ruszt (Sopron megye), 1754. március 13. – Pozsony, 1803. március 29.) orvosdoktor, városi főorvos, vadász.

## Élete
Szülővárosában kezdte tanulását és 1764-től Sopronban folytatta. 1771-ben a bécsi egyetemre ment, ahol Collin, Cserny, de Haen, Jacquin és Leber tanárok orvostudományi előadásait hallgatta. 1774-ben a Nagyszombati Egyetemen folytatta tanulmányait, ahol orvosdoktorrá avatták. Pozsonyban telepedett le, ahol gyakorló orvos volt.
Cikkei az Ungarisches Magazinban (I. 1781. Von den Krankheiten in Ungarn, Versuch über den Menschen in Ungarn nach seiner physischen Beschaffenheit, Der ungarische Trappe, szinezett képpel, II. 1782. Nachricht von einem epileptischen Schlagflusse, IV. Der eingebildete Tod; ein Beitrag zur experimentalen Seelenlehre.)

## Munkái
- Dissertatio inauguralis medica de phlebetome in acutis. Tyrnaviae, 1777.
- Kritischer Kommentar über die österreichische Provincial Pharmakopoe, mit einem Entwurfe zn einem gemeinnützigen verbesserten Dispensatorium. Pressburg und Leipzig, 1785
- Diskurs über die medizinische Polizei. Pressburg, 1786. Két kötet. (Ism. a jenai Allg. Liter. Zeitung IV. 238. sz.)
- Nähere Ausführung eines Entwurfs zu einem verbesserten Dispensatorium. Pressburg, 1786.
- Prüfung der Nachricht an das Publikum von dem St. Georger Schwefelbade. Pressburg, 1793.
- Gekrönte Preisschrift über die Verbesserung der k. k. Feldapotheken und des Studienwesens an der Josephs-Academie zu Wien. Pressburg, 1795.
- Ideen zur Verbesserung der österreichischen Pharmakopoe besonders in medizinisch-praktischem Gesichtspunkte. Pressburg, 1797.